# Águilas Cibaeñas
Las Águilas Cibaeñas es un equipo de béisbol profesional de la Liga de Béisbol Profesional de la República Dominicana (LIDOM), con sede en Santiago, en la región norte de la República Dominicana. Es el segundo equipo más ganador, detrás de los Tigres del Licey, con 22 títulos nacionales y 6 Series del Caribe. 
El equipo es popular entre los fanáticos del béisbol dominicano por la frase: “La Leña Está Aquí”, y Águilas Cibaeñas se ha ganado el apodo de “Las Cuyayas” y “Los Mameyes". Estos apodos hacen referencia a la mascota del equipo y al clásico color amarillo que usa el equipo en su uniforme oficial.
El Estadio Cibao recibe el apodo de “Valle de la Muerte” y muchos fanáticos lo consideran el estadio más intimidante para el otro equipo del país o incluso de todo el Caribe. El Estadio Cibao es conocido como el estadio más ruidoso y feliz del Caribe. Históricamente las Águilas Cibaeñas se han desempeñado mucho mejor en casa que fuera de casa.
Las Águilas Cibaeñas tienen más exjugadores en las Grandes Ligas de Béisbol que cualquier otro equipo dominicano. Algunos jugadores actuales de la MLB que jugaron con Águilas Cibaeñas incluyen a Edwin Encarnación, Carlos Martínez, José Reyes, Jonathan Villar, Carlos Gómez, Juan Lagares, Dellin Betances, Bartolo Colón, Wandy Rodríguez, Melky Cabrera, Danny Santana, Yoenis Céspedes, Starling Marte, Brandon Moss y el mánager, Terry Francona.

## Historia

### 1933-1937: nacimiento del equipo
La trayectoria de las Águilas Cibaeñas como uno de los equipos representativos de la región del Cibao, está ligada al desarrollo del béisbol en el valle de la muerte . Aunque el béisbol se conocía en la República Dominicana desde finales del siglo XIX, la idea de crear un cuarto equipo surgió a partir de la década de 1930. En principio el equipo fue bautizado con el nombre Santiago B.B.C., en la fecha lunes 2 de enero de 1933, como la primera novena representativa de esta ciudad y la región en los campeonatos nacionales, según el certificado de nacimiento mostrado por el consejo directivo.
En aquella reunión realizada el lunes 2 de enero de 1933, que deja constituido formalmente al famoso equipo de Santiago Baseball Club, participaron connotados munícipes de esta hidalga ciudad. Domingo O. Bermúdez, Rafael F. Bonnelly, Augusto Vega Espaillat, doctor Manuel Grullón, Eladio Victoria Hijo, Ramón Suárez Vásquez y el licenciado Marcos A. Cabral encabezaron el grupo que le dio forma al representativo local.
También figuran como miembros fundadores de la escuadra santiaguera los señores Gustavo Tavarez, W.E. Brown Benjamín Sánchez G, Luis Meses Ariza, Rafael V. Meyreles, Esteban Piola, Luis Pérez y Demetrio Mojica. 
Cinco días después de su formación, el sábado 7 de enero de 1933, sostuvieron su primer compromiso internacional jugando en el Play Enriquillo contra la famosa novena cubana “Cuban Star”. Los visitantes ganaron el doble encuentro con pizarras de 9-4 y 4-1.
En el segundo partido el lanzador Cocaína García, con su compatriota Alejandro Oms en circulación conectó el primer cuadrangular en los terrenos del Enriquillo Park, según revela Juan Antonio Paulino (Pirí) en su libro Reseña del Baseball del Primer Santiago de América. Tres semanas más tarde, el 26 de enero, visitó a Santiago la novena Ponce de Puerto Rico que limita a una sola carrera al Santiago Baseball Club, anotada en la pierna de Luis Tomas Saillant, empujando por un triple del cácher Papín Henríquez. El conjunto santiagués consiguió su primera gran proeza el 16 de agosto de 1933, cuando blanquea dos veces al ya famoso equipo de Licey de la capital. En el primer juego. los santiagueros contaron con la extraordinaria labor monticular del vegano Blanquito El Pino.
Mientras que en el segundo desafío de la jornada celebrada bajo el candente sol del Enriquillo Park el santiagués Bertico Pichardo con la ayuda en el noveno de El Pino dejaron de nuevo en blanco a Licey, para así propinarle 18 ceros consecutivos.
El nombre Águilas Cibaeñas: Como nota curiosa es importante señalar que el nombre Águilas Cibaeñas aparece publicada por primera vez el lunes 8 de abril de 1929 en la página deportiva del periódico LISTIN DIARIO, es decir cuatro años antes de la fundación del Santiago Baseball Club. En esa ocasión se leyó el siguiente titular: El Pitching de Bragaña, sin el “condimento” de la Perrubia, dejó en cinco “intentos” y sólo un “vuelo” a las Águilas Cibaeñas.  La crónica firmada por F. Elio Alcántara y Moby Dick se refería a la derrota de las Águilas del Sandino 10x1 a manos del Licey durante el campeonato nacional de 1929.
Los integrantes del Santiago Baseball Club jugaban una pelota romántica, ya que según el Maestro Pirí, ellos «vivían de sus salarios como obreros y solo cobraban una suma irrisoria por lo que denominaban dividendos (ingresos por taquilla) en cada juego, practicando el deporte por diversión y ejercicio y sin perder el entusiasmo».
Con el poderoso emblema del Águila, símbolo de majestad y de victoria a lo largo de la historia Santiago B.B.C., adopta oficialmente el nombre de “Águilas Cibaeñas” cuatro años después con la propuesta hecha por Luis Tomás Saillant, el 28 de enero de 1937, fecha de inicio de su exitosa trayectoria competitiva en la pelota profesional.
Ante el contundente título de campeón obtenido en 1936 por las Estrellas Orientales, los residentes en Santo Domingo propusieron realizar el Campeonato Nacional de 1937 entre un equipo de Santiago, uno de San Pedro de Macorís (los campeones del año anterior) y un tercero por Santo Domingo. El dictador Rafael Leónidas Trujillo como técnica para pronunciar su reelección presidencial en 1937 propuso fusionar los dos equipos de Santo Domingo, el cual llamó Dragones de Ciudad Trujillo.

### Águilas Cibaeñas
El 28 de enero de 1937 se efectuó una reunión de deportistas en el roof garden del Hotel Mercedes de Santiago de los Caballeros, para integrar un Campeonato Nacional ese año, en ese torneo el equipo de Santiago comienza a ser llamado las "Águilas Cibaeñas".
Durante la presidencia de Restituyo González, en 1953, se dieron los primeros pasos para convertir al equipo en una persona jurídica. En ese año, por decreto n.º 9005 del 2 de mayo de 1953 se incorporó de acuerdo a lo que establece la Ley 520 de 1920. A partir de ese momento, el equipo es "Águilas Cibaeñas, Inc.".
Las realidades del béisbol profesional obligaron a las Águilas a modificar su constitución original. En 1971, el equipo se constituyó en Compañía por Acciones, de acuerdo a lo dispuesto por el Código de comercio de República Dominicana. El decreto n.º 1146 del 11 de junio de 1971 autorizó la conversión de asociación a Compañía. La constitución oficial fue aprobada en asamblea del 6 de octubre de 1971.
El primer torneo ganado por las Águilas Cibaeñas fue en 1952, luego ganaron su segundo después de 12 años en 1964. El equipo alcanzó su mayor esplendor en las décadas de 1970 y 1990, cuando ganaron 5 campeonatos de manera casi consecutivas, 1971-72, 1974-75, 1975-76, 1977-78, 1978-79 y luego 1992-93, 1995-96, 1996-97, 1997-98, 1999-00. A partir de la década del 2000, el equipo comenzó a tener buena racha.
En la temporada 1995-96 el equipo logró el título nacional al vencer a las Estrellas Orientales 4-2 al mando de Terry Francona.

### Rivalidad con los Tigres del Licey
Debido al declive de los Leones del Escogido, a partir de la década de los noventa fue creciendo una gran rivalidad entre los Tigres del Licey y las Águilas Cibaeñas. Estos enfrentamientos entre ambos equipos son casi comparables con los de Licey y Escogido de años anteriores, aunque con un significado más emotivo debido a que pertenecen a las dos ciudades más grandes del país.

### 2000-2008: Félix Fermín al mando
Con Félix Fermín como dirigente la década del 2000 representa una de las etapas más importantes para el conjunto cibaeño, en un lapso de ocho años el equipo se hizo poseedor de cinco títulos nacionales y 3 títulos en serie del Caribe.
Para época el equipo contaba con un especial "trabuco" con jugadores como: Luis Polonia, Bernie Castro, Alberto Castillo, Tony Batista, Miguel Tejada, Alexis Gómez que marcaron una de las trayectorias más interesantes en la historia del equipo.
En las temporadas 2000-01 y 2002-03 la novena aguilucha logró el título nacional al vencer a los Leones del Escogido.

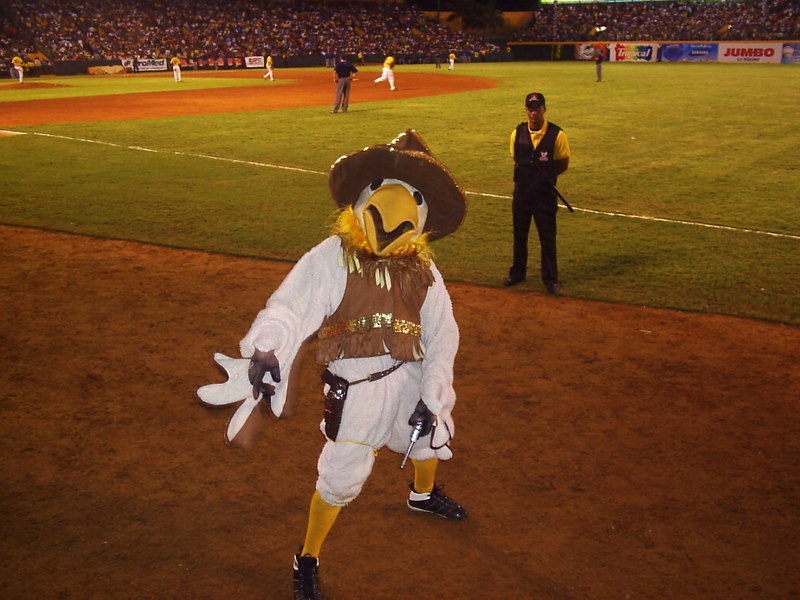
El "Aguilita", mascota del equipo en el Estadio Cibao.

En las campañas 2001-02 y 2005-06 cayeron ante su mayor rival los Tigres del Licey.
Pero el conjunto de Santiago logró la venganza al vencer a los Tigres del Licey en las temporadas 2004-05 y dos veces seguidas en los años 2006-07, 2007-08.

### 2008-2017: la sequía
En la temporada 2008-09 Luis Polonia rompió el récord de indiscutibles con el uniforme del conjunto, el récord estaba en manos de Miguel Diloné.
En la temporada 2011-12 Mendy López vistiendo el uniforme amarillo se hizo poseedor del récord de cuadrangulares de por vida en la Liga Dominicana, superando los 60 cuadrangulares de Félix José.
En las temporadas 2011-12 y 2012-13 el equipo tuvo un buen resurgir con las actuaciones de Joaquín Arias, Héctor Luna y el regreso a la pelota dominicana de Manny Ramírez, pero no fue suficiente y cayeron en las dos ocasiones ante los Leones del Escogido en la serie final.
En la temporada 2016-17 el equipo se volvió a ver la cara con los Tigres del Licey en la serie final, el equipo del licey venció a la novena aguilucha 6-2, en el noveno partido celebrado en el Estadio Cibao.

### 2018-presente: el nuevo comienzo
Para la temporada 2017-18 el equipo tuvo la oportunidad de tener desde el primer día jugadores estelares como Ronny Rodriguez, Zoilo Almonte, Johan Camargo, Juan Carlos Pérez, como resultado el conjunto tuvo una buena actuación en la campaña.
El equipo consiguió el título nacional en tras nueve años de intensa lucha, volvieron a enfrentar a los Tigres del Licey pero esta vez lograron vencerlos en siete partidos y así conseguir su título nacional 21.
El 2021 el equipo consigue su segundo título en un lapso de tres años, esta vez venciendo a los Gigantes del Cibao en siete partidos, consiguieron el título nacional al hacer reverso a la serie final la cual dominaban los Gigantes 3-1, de esta forma logran su título 22 empatando con los Tigres del Licey como los máximos ganadores en el béisbol dominicano.

## Campeonatos

### Títulos nacionales
| Temporada | Campeón          | Dirigente         | Subcampeón           |
| --------- | ---------------- | ----------------- | -------------------- |
| 1952      | Águilas Cibaeñas | Rodolfo Fernández | Tigres del Licey     |
| 1964-65   | Águilas Cibaeñas | Al Widmar         | Leones del Escogido  |
| 1966-67   | Águilas Cibaeñas | Pete Peterson     | Leones del Escogido  |
| 1971-72   | Águilas Cibaeñas | Ozzie Virgil      | Tigres del Licey     |
| 1974-75   | Águilas Cibaeñas | Al Widmar         | Estrellas Orientales |
| 1975-76   | Águilas Cibaeñas | Tim Murtaugh      | Tigres del Licey     |
| 1977-78   | Águilas Cibaeñas | Johnny Lipon      | Tigres del Licey     |
| 1978-79   | Águilas Cibaeñas | Johnny Lipon      | Leones del Escogido  |
| 1985-86   | Águilas Cibaeñas | Winston Llenas    | Tigres del Licey     |
| 1986-87   | Águilas Cibaeñas | Winston Llenas    | Estrellas Orientales |
| 1992-93   | Águilas Cibaeñas | Miguel Diloné     | Azucareros del Este  |
| 1995-96   | Águilas Cibaeñas | Terry Francona    | Estrellas Orientales |
| 1996-97   | Águilas Cibaeñas | Mike Quade        | Leones del Escogido  |
| 1997-98   | Águilas Cibaeñas | Tony Peña         | Tigres del Licey     |
| 1999-00   | Águilas Cibaeñas | Tony Peña         | Estrellas Orientales |
| 2000-01   | Águilas Cibaeñas | Félix Fermín      | Leones del Escogido  |
| 2002-03   | Águilas Cibaeñas | Félix Fermín      | Leones del Escogido  |
| 2004-05   | Águilas Cibaeñas | Félix Fermín      | Tigres del Licey     |
| 2006-07   | Águilas Cibaeñas | Félix Fermín      | Tigres del Licey     |
| 2007-08   | Águilas Cibaeñas | Félix Fermín      | Tigres del Licey     |
| 2017-18   | Águilas Cibaeñas | Lino Rivera       | Tigres del Licey     |
| 2020-21   | Águilas Cibaeñas | Félix Fermín      | Gigantes del Cibao   |

### Serie del Caribe
| Año  | Sede           | Campeón          | Mánager      | Récord | Subcampeón               |
| ---- | -------------- | ---------------- | ------------ | ------ | ------------------------ |
| 1997 | Hermosillo     | Águilas Cibaeñas | Mike Quade   | 4-2    | Tomateros de Culiacán    |
| 1998 | Puerto La Cruz | Águilas Cibaeñas | Tony Peña    | 6-0    | Indios de Mayagüez       |
| 2001 | Culiacán       | Águilas Cibaeñas | Félix Fermín | 4-2    | Naranjeros de Hermosillo |
| 2003 | Carolina       | Águilas Cibaeñas | Félix Fermín | 6-1    | Indios de Mayagüez       |
| 2007 | Carolina       | Águilas Cibaeñas | Félix Fermín | 5-1    | Naranjeros de Hermosillo |
| 2021 | Mazatlán       | Águilas Cibaeñas | Félix Fermín | 7-0    | Criollos de Caguas       |

### Serie de las Américas
| Año  | Sede  | Campeón          | Mánager       | Récord | Subcampeón         |
| ---- | ----- | ---------------- | ------------- | ------ | ------------------ |
| 2015 | Miami | Águilas Cibaeñas | Miguel Tejada | 2-0    | Cardenales de Lara |

## Roster temporada 2024-25
- Actualizado el 28 de agosto de 2024.[13]

## Números retirados
| Miguel Dilone 1972-1994 LF       | Winston Llenas 1963-1982 2B, LF, 3B | Miguel Tejda 1995-2016 IF | Roberto Peña 1959-1970 SS | Franklin Taveras 1968-1979 SS | Felix Fermin 1983-1997 SS, 2B |
| Tony Peña 1978-1998 C            | Stanley JAvier 1981-2002 CF         | Luis Polonia 1983-2010 LF | Ramon Peña 1983-1999 P    | Julian Javier 1955-1974 2B    | Julio Martinez 1951-1959 2B   |
| Guillermo Garcia 1993-2004 C, 1B | Arnulfo Espinosa 1973-1986 P        |                           |                           |                               |                               |